# Selbold (Adelsgeschlecht)

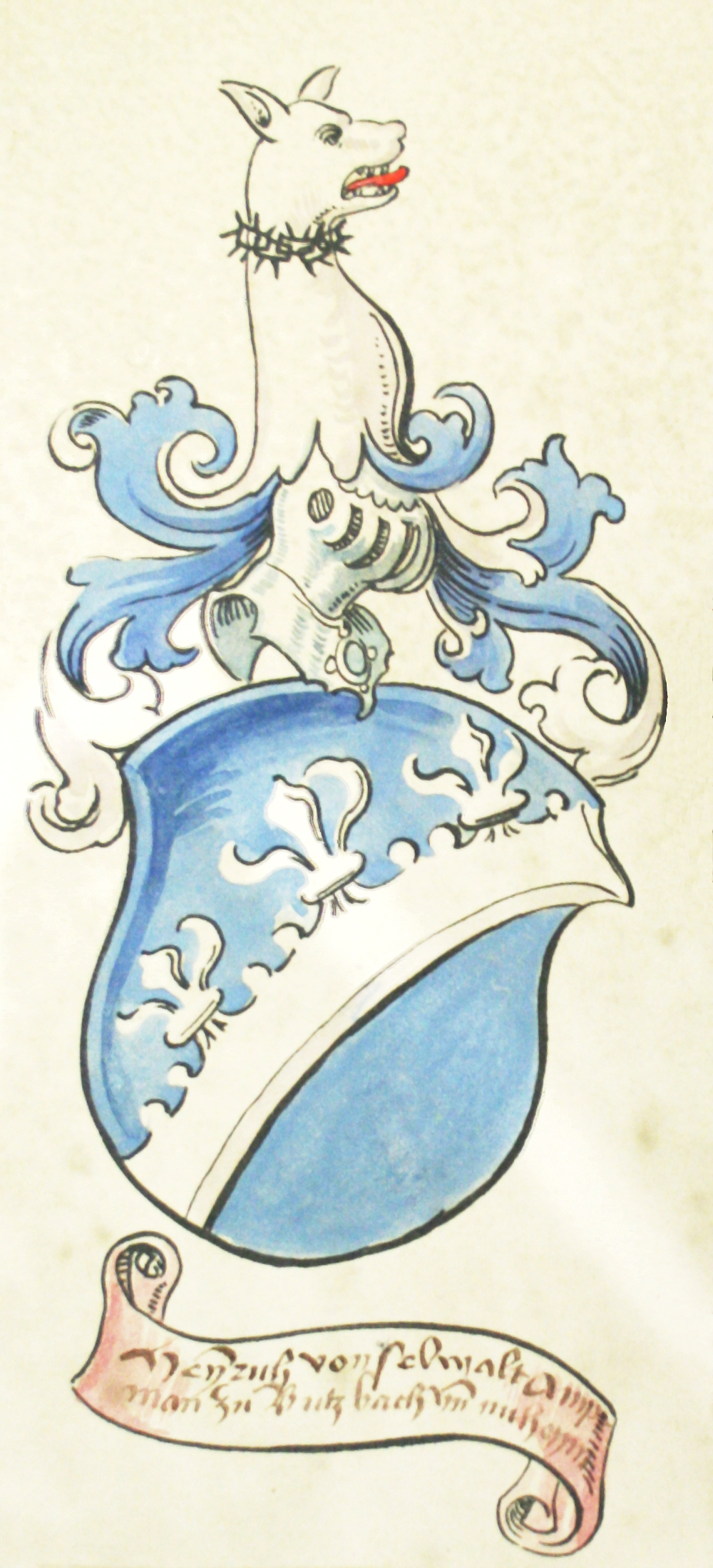
Wappen Heinrichs III. von Selbold im Salbuch des Klosters Naumburg.

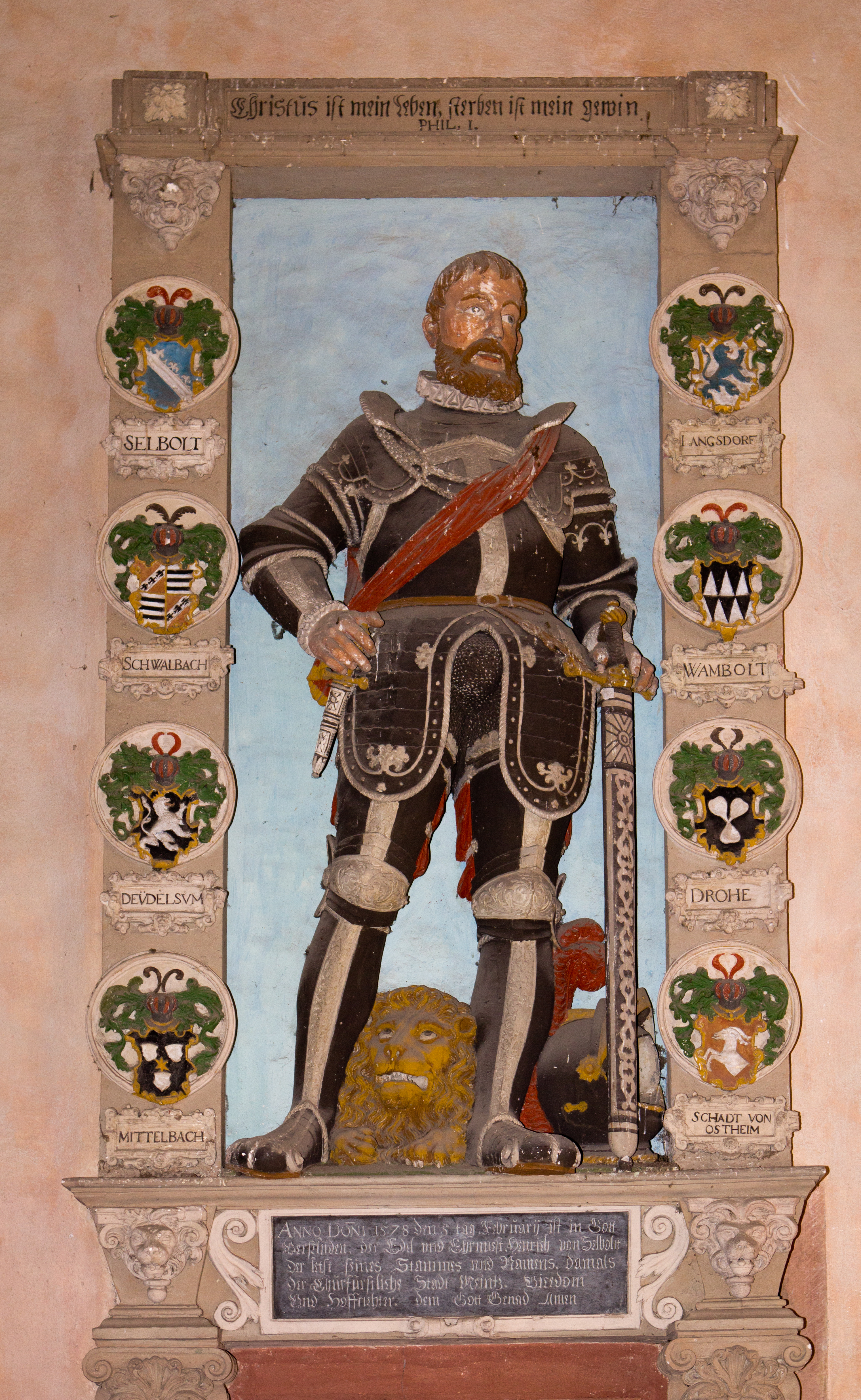
Epitaph des Mainzer Vizedoms Heinrich V. von Selbold im Mainzer Dom.

Die Herren von Selbold waren eine Adelsfamilie, die sich nach dem heutigen Ort Langenselbold benannte. Ihr Besitz lag vorwiegend im Kinzigtal und der östlichen Wetterau.

## Geschichte
Die Herren von Selbold sind zu unterscheiden von den Grafen von Selbold-Gelnhausen, den Gründern des Klosters Selbold. Diese besaßen im 12. Jahrhundert Allodien im Kinzigtal, die nach ihrem Aussterben größtenteils an die Herren von Büdingen, später an die Grafschaft Isenburg fielen. Die späteren Herren von Selbold stammten als Reichsministeriale aus dem Dienstadel der Stauferzeit, entsprechend sind ihre Ursprünge nicht überliefert. Generell ist bei den Niederadligen der Region, die sich wie die Herren von Selbold nach ihren Ortssitzen benannten, festzustellen, dass die Ortschaften meist im Altsiedelland der Wetterau oder dem Kinzigtal liegen. Ein Stammsitz wird in Langenselbold vermutet und ist als curtis mehrfach urkundlich belegt. Vielleicht befand sich dieser in der Nähe der heutigen Burgmühle oder in der Ortsmitte. Stark befestigt war dieser wahrscheinlich nicht.
Der erste nachweisbare Angehörige der Selbolder ist Arnold von Selbold, Domherr in Worms, der zwischen 1200 und 1208 in drei nicht erhaltenen Urkunden im Umfeld des Bischofs Leopold II. von Schönfeld genannt wird. Im August 1217 werden in einer Urkunde Friedrichs II., ausgestellt in Fulda anlässlich eines Streits über das Patronatsrecht der Kirche zu Gründau, die Ritter Siegfried und Heinrich von Selbold genannt.
Im Jahr 1220 erscheint Heinrich von Selbold in einer Urkunde im Gefolge des Friedberger Burggrafen Eberwin von Kransberg. Der Erwerb eines Burglehen in der Reichsburg Friedberg war für viele Niederadlige der Region eine standesgemäße und prestigeträchtige Tätigkeit. Die Familie von Selbold stellte in der Geschichte der Burggrafschaft mehrere Burgmannen und zwei Baumeister.
Im Gefolge der Herren von Büdingen und den Isenburgern als ihren Nachfolgern stellten die Selbolder auch Burgmannen in der Burg Büdingen. Im 14. Jahrhundert scheint es zu einem Bruch mit dem Hause Ysenburg gekommen zu sein, denn es ist ein Wegzug vom Stammsitz Langenselbold feststellbar und seit dieser Zeit tauchen keine Selbolder mehr in ysenburgischen Diensten auf. Seit dieser Zeit sind sie vermehrt im Gefolge anderer größerer Territorialherren wie der Herren und Grafen von Hanau nachweisbar. So erhielten sie 1477 eine Wasserburg im Ortskern von Bad Nauheim als Hanauer Lehen. Ein Selbolder Wappenstein von 1572 hat sich in einem jüngeren Gebäude erhalten. Ein weiterer Zweig der Familie existierte in der Reichsstadt Gelnhausen mit dem Beinamen „Im Steinhaus“.
In der Kronberger Fehde 1389 kämpfte der Edelknecht Bechthold von Selbold als Söldner auf Frankfurter Seite. Er wurde in der Schlacht bei Eschborn gefangen genommen und musste von der Stadt ausgelöst werden.
Der letzte männliche Angehörige des Geschlechts war Heinrich (V.) von Selbold, der in Diensten des Erzbistums Mainz Karriere machte. Er verdankte dies einer nahen Verwandtschaft zu der Familie Brendel von Homburg und wurde besonders vom Erzbischof Daniel Brendel von Homburg gefördert. Im Jahr 1572 wird er als Mainzer Vizedom genannt. Am 1575 errichteten ehemaligen Rathaus in Mainz-Bretzenheim ist sein Wappen in das Fachwerk eingearbeitet. Sein prunkvolles Grabmal ist im Kreuzgang des Mainzer Doms erhalten. Mit seinem Tod 1578 fielen seine Lehen zunächst an seine Schwester Katharina von Rheinberg. Sie ist letztmals 1597 urkundlich belegt.

## Wappen
In Blau zwei schrägrechte, silberne Balken, von denen der obere mit einem Lilienschnitt dreimal ausgeschnitten ist. Der äußere linke Ausschnitt verliert sich am Schildrand. Die Helmdecken sind blau und silber, Helmzier ist eine Bracke, die bei vielen Adelsfamilien der Region vorkommt, unter anderem den Schelm von Bergen, den Herren von Heusenstamm, von Ovenbach, von Rückingen und von Rüdigheim. Bei den Herren von Hagen ist ein ganzes Tier belegt. Die Häufung dieser Helmzier bei regionalen Adelsfamilien wird gelegentlich auf eine Tätigkeit im Reichsforst Dreieich zurückgeführt.